# Maneros
Maneros (Oudgrieks: Μανέρως) was de zoon van de eerste Egyptische koning die in de bloei van zijn leven stierf en in klaagliederen werd verheerlijkt. Hij is een soortgelijke personificatie als Linus, Adonis en Hyacinthus, die ook allen jong stierven.

## Referentie
- art. Maneros, in F. Lübker - trad. ed. J.D. van Hoëvell, Classisch Woordenboek van Kunsten en Wetenschappen, Dordrecht, 1858, p. 575.